# ترجمات الترقال إلى اللغة العربية
اعتبارًا من عام 2024، كان هناك ما لا يقل عن خمس ترجمات لكتاب الترقال [الإنجليزية] متاحة باللغة العربية. يعد نص الترقال أول عمل تاميلي، وحتى الآن هو الوحيد، الذي تُرجم مباشرة إلى اللغة العربية. وهو أيضًا أول عمل تاميلي يُنشر في العالم العربي.

## تاريخ الترجمات
ترجم محمد يوسف كوكان أول نص للترقال للعربية، ومحمد يوسف هو أستاذ ورئيس قسم اللغة العربية والفارسية والأردية في كلية جماليا العربية في تشيناي آنذاك. وقد ترجم النثر من ترجمة إنجليزية للعمل الأصلي ونشرها حوالي عامي 1976 و1980 تحت عنوان الأبيات المقدسة، وهي ترجمة حرفية تقريبًا لكلمة الترقال.
أما الترجمة العربية الثانية، والأولى لمتحدث عربي أصلي، فقد اكتملت على يد عمار حسن من سوريا في عام 2015، حيث حافظ السوريون حتى أثناء الحرب الأهلية على اهتمامهم بالعربية. هذا العمل ليس ترجمة حرفية، بل مميزة إذ يحافظ على شكل الشعر الأصلي المكتمل بالكامل لجميع أبيات النص الرتقالي البالغ عددها 1330 بيتًا. وفي الوقت نفسه في عام 2014، نشر المعهد المركزي للغة التاميلية الكلاسيكية [الإنجليزية] في تشيناي ترجمة كاملة بقلم بشير أحمد جمالي.: 32–33 وهناك أيضًا ترجمة أخرى لمحمود فتحي سعد خليفة، نشرتها دار نشر مصرية.: 33 
في عام 2014، ترجم أحمد زبير حوالي 50 مقطعًا شعريًا فقط، بما في ذلك الفصول حول مجد المطر (المقاطع من 11 إلى 20)، والتحدث بلطف (المقاطع من 91 إلى 100)، والتعلم (المقاطع من 391 إلى 400)، واحتضان الأقرباء (المقاطع من 521 إلى 530)، وفي مديح الحب (المقاطع من 1121 إلى 1130)، والتي نُشرت في كتابه عن ترجمة الشعر التاميلي إلى العربية مع إشارة خاصة إلى الترقال، الذي نُشر في عام 2017.
قام أ. جاهر حسين، الأستاذ المساعد في قسم اللغة العربية والفارسية والأردية في جامعة مدراس، بترجمة الكتاب كاملًا، وعرضه في معرض الكويت الدولي للكتاب في 30 تشرين الثاني 2019.[بحاجة لمصدر] وفي آذار 2015، قُدمَت الترجمة في مؤتمر الشعراء العرب الدولي الذي استمر أربعة أيام والذي نظمته جمعية الثقافة والفنون التابعة لوزارة الثقافة السعودية، والذي عُقد في مدينة الدمام في المملكة العربية السعودية بعد أن فحصته وزارة الثقافة. بدأ هذا المشروع في عام 2011 كمشروع حكومي لولاية تاميل نادو واكتمل في عام 2013، ونشر المعهد الدولي للدراسات التاميلية [الإنجليزية] الترجمة وأصدرها رسميًا في 4 أيلول 2020. وعلى النقيض من كوكان، ترجم حسين النص التاميلي المباشر للترقال، مستندًا إلى تعليق فردجان [الإنجليزية].
في عام 2024، ترجم أحمد زبير، أستاذ اللغة العربية المشارك في الكلية الجديدة في تشيناي، نص الترقال للعربية، بعُنوان: الأبيات البارزة تيركورل. شرت دار نشر شمس في لندن الكتاب، ويحتوي على 300 صفحة مع مقدمة نقدية لكتابي الترقال وكتاب ثيروفالوفار في 18 صفحة. وهذه ترجمة كاملة من المصدر التاميلي الأصلي.[بحاجة لمصدر]
في عام 2022، كجزء من سلسلة كلاسيكيات التاميل القديمة المترجمة، أصدر المعهد المركزي للغة التاميلية الكلاسيكية [الإنجليزية] (CICT) في تشيناي ترجمته العربية لكتاب الترقال لبشير أحمد.

## الترجمات
| ترجمة                 | الفصل 26، ترك اللحم | الفصل 26، ترك اللحم                                               |
| ترجمة                 | الترقال 254 (البيت 26:4) | الترقال 258 (البيت 26:8)                                          |
| --------------------- | --- | ----------------------------------------------------------------- |
| محمد يوسف كوكان، 1976 | ذبح الحيوانات يدل على قسوة قلب الذابح ولكن أكله يدل على ظلم وجور آكله                                                          | إن الذين حرروا أنفسهم من الوهم والجهل لن يأكلوا لحما فصل من جسمهم |
| عمار حسن، 2015        | |                                                                   |
| KMA أحمد زبير، 2024   | ما هو اللطيف، وما هو الاختيار منه؟ إن القتل هو هذا، وعدم قتل هو نفسه؛ فأكل اللحوم الميتة لا يمكن إلى الأبد أن يكمل هدفًا مشرفًا. | لا تزال الكائنات الحية غير صالحة للحياة.                          |

## الترجمات المنشورة
- كمال أحمد زبير. (2024). الأبيات الباريزة : ثيروكورال (الأبيات :تيركورل). لندن: دار شمس للنشر. ISBN 978-620-3-91339-2 (300 صفحة).

## طالع أيضًا
- ترجمات الترقال [الإنجليزية]